# Hôtel de France (film)
Pour les articles homonymes, voir Hôtel de France.
Pour plus de détails, voir Fiche technique et Distribution.
Hôtel de France est un film français réalisé par Patrice Chéreau, sorti sur les écrans en 1987.
Ce film, qui est une adaptation contemporaine de la pièce Ce fou de Platonov d'Anton Tchekhov, a été réalisé pour le cinéma, après une première adaptation théâtrale dans le cadre de l'école de théâtre du Théâtre des Amandiers de Nanterre, dirigé par Patrice Chéreau.

## Synopsis
Un jeune homme Michel et une jeune femme Sonia, s'aimaient et se sont quittés, quelques années plus tard, ils se retrouvent.

## Fiche technique
- Titre : Hôtel de France
- Réalisation :
  - Réalisateur : Patrice Chéreau
  - Assistant réalisateur : Pierre Romans
- Scénario : Patrice Chéreau et Jean-François Goyet d'après l'œuvre d'Anton Tchekhov
- Production
  - Producteur : Claude Berri
  - Producteur exécutif : Hélène Vager
  - Sociétés de production : Renn Productions (France), Nanterre-Amandiers (France) et Caméra One (France)
- Directeur de la photographie : Pascal Marti
- Montage : Albert Jurgenson
- Son : Michel Vionnet
- Durée : 98 minutes
- Date de sortie : 20 mai 1987

## Distribution
- Laurent Grévill : Michel
- Valeria Bruni Tedeschi : Sonia
- Vincent Perez : Serge
- Laura Benson : Anna
- Thibault de Montalembert : Nicolas
- Marc Citti : Philippe Galtier
- Bernard Nissille : Richard Veninger
- Marianne Denicourt : Catherine
- Isabelle Renauld : Marie
- Bruno Todeschini : Bouguereau
- Agnès Jaoui : Mme Bouguereau
- Hélène de Saint-Père : Mme Petitjean
- Thierry Ravel : Manu
- Dominic Gould : un compagnon de Manu
- Foued Nassah : le compagnon de Manu
- Eva Ionesco : la serveuse
- Aurelle Doazan : une cousine
- Catherine Bidaut : une cousine
- Jean-Louis Richard : Pierre Galtier
- Ivan Desny : Maurice Veninger
- Roland Amstutz : Gérard Petitjean
- Jean-Paul Roussillon : Jean Trillat

## Distinction
- Festival de Cannes 1987 : sélection à Un certain regard

## Postérité
La troupe de Chéreau durant le tournage et la mise en scène fut l'objet d'un documentaire, Il était une fois dix-neuf acteurs de François Manceaux, l'assistant du cinéaste.
La mise en scène de Platonov aux Amandiers en 1986 est raconté dans le film autobiographique de Valeria Bruni Tedeschi Les Amandiers.